# Chūbu

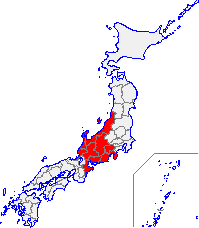
Weiter definierte Region Chūbu inklusive Mie

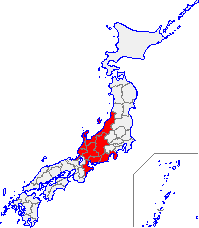
Eine etwas engere Definition von Chūbu mit Mie und Shizuoka, aber ohne Yamanashi

Die Region Chūbu (jap. 中部地方 Chūbu-chihō) umfasst den zentralen Teil (chūbu) der Insel Honshū, der Hauptinsel von Japan. Die Region verbindet die beiden kulturell zentralen Regionen Kantō und Kansai.
Die Region Chūbu umfasst nach einer verbreiteten, von Wikipedia präferierten Regionaleinteilung eine Fläche von 66.801,14 km² und ist wiederum in drei geografische Regionen unterteilt:
1. Hokuriku im Norden am Japanischen Meer, einer felsigen Küstenlandschaft,
2. Chūō-kōchi bzw. Tōsan in der Mitte mit den Japanischen Alpen, einer Gebirgsregion, sowie
3. Tōkai im Süden an der dicht besiedelten Pazifikküste.

Die Bezeichnungen lehnen sich an die historischen Regionen des Gokishichidō-Systems an: Hokurikudō, Tōsandō und Tōkaidō.
Nagano und Niigata werden auch als eigene Region Shin’etsu bezeichnet und unter Hinzunahme von Yamanashi als Kōshin’etsu. Shin’etsu und Hokuriku werden zudem auch zu Hokuriku-Shin’etsu zusammengefasst.
Die wichtigste Stadt ist Nagoya. Der Fuji befindet sich in Chūbu.

## Präfekturen
In der Wikipedia-Regionaleinteilung und verbreitet in geographischen Kontexten umfasst Chūbu folgende Präfekturen:

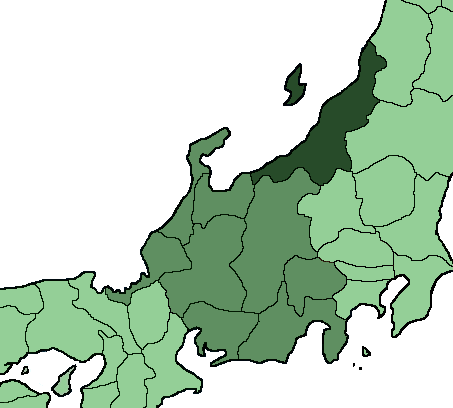
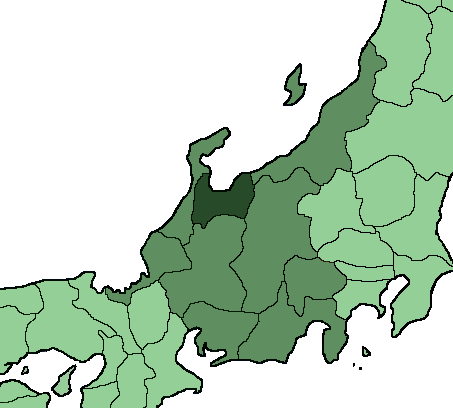
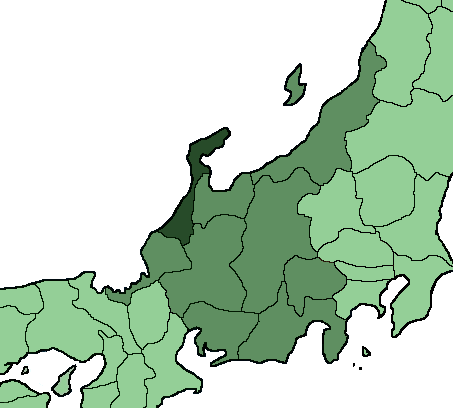
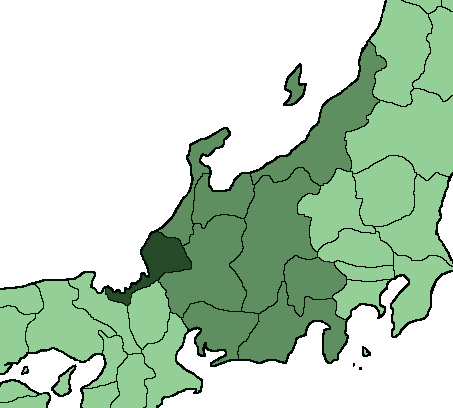
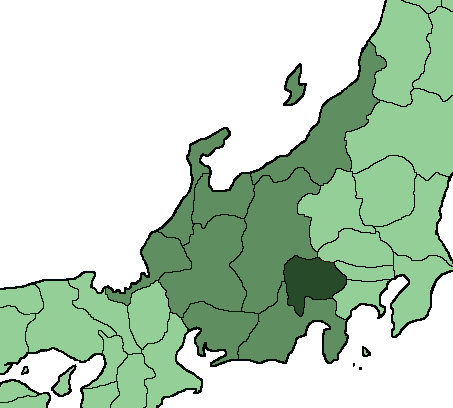
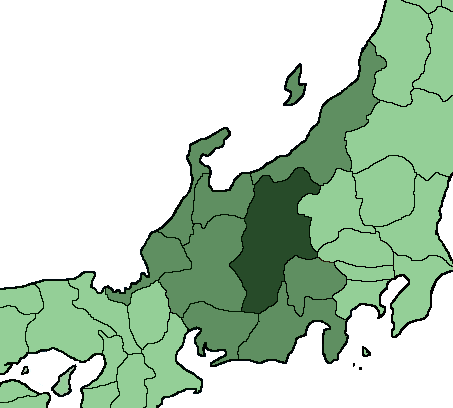
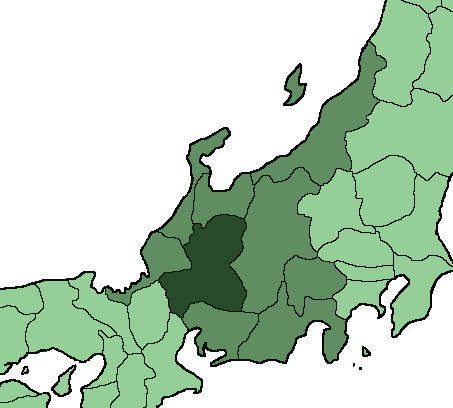
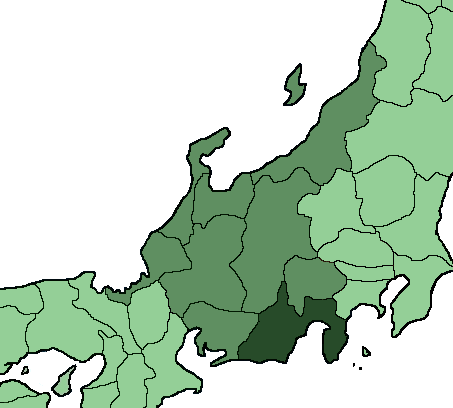
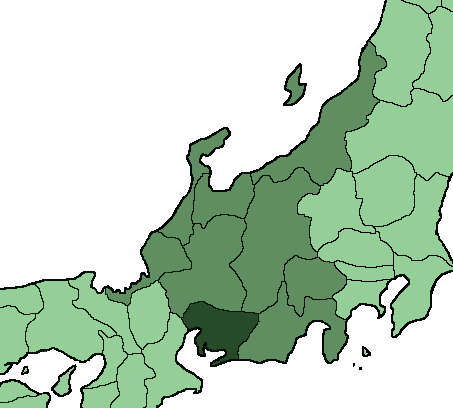

- Niigata
- Toyama
- Ishikawa
- Fukui
- Yamanashi
- Nagano
- Gifu
- Shizuoka
- Aichi

## Andere Definitionen
In der deutschsprachigen Tourismuswerbung der japanischen Nationalregierung ist Chūbu zweigeteilt: Tōkai umfasst dort die Präfekturen Aichi, Mie, Gifu, Shizuoka und Yamanashi, separat gruppiert Hokuriku-Shin’etsu Niigata, Nagano, Toyama, Ishikawa und Fukui.
In nicht rein geographischen oder touristischen Kontexten wie Verwaltung, Wirtschaft, Gesellschaft, Sport, Medien in Japan werden die Präfekturen zwischen den Metropolregionen Tokio/Kantō und Keihanshin/Kansai/Kinki häufig anders gruppiert; teilweise umfasst die Region Chūbu nur das auf die Metropolregion Chūkyō um die Stadt Nagoya zentrierte Tōkai bzw. Tōkai-Hokuriku oder existiert unter dem Namen Chūbu gar nicht; oft gehört dabei aber  Mie dazu, das in der hier präferierten Regionaleinteilung jedoch zu Kinki/Kansai gezählt wird, während östliche Teile des oben definierten Chūbu dann zu einer auf Tokio zentrierten Region zählen, gelegentlich auch Teile von Hokuriku, vor allem Fukui, zu Kinki/Kansai. Einige Beispiele für abweichende Regionaleinteilungen sind:
- Im Fußball gibt es keine Regionalliga Chūbu, sondern Tōkai, Hoku-Shin’etsu und Kantō (siehe Japanische Fußball-Regionalligen).
- Beim öffentlich-rechtlichen Rundfunksender NHK gibt es kein regionales Sendegebiet Chūbu, sondern Tōkai-Hokuriku und Kantō-Kōshin’etsu.
- Die Polizeiaufsichtsregion Chūbu bei der nationalen Polizeibehörde koordiniert die Präfekturpolizeien von Aichi, Gifu, Mie, Toyama, Ishikawa und Fukui (siehe Japanische Polizei).
- Auch der Anwaltskammerverband Chūbu umfasst die Anwaltskammern von Aichi, Gifu, Mie, Toyama, Ishikawa und Fukui.[2] Die Anwaltskammern von Niigata, Nagano, Yamanashi und Shizuoka gehören zum Anwaltskammerverband Kantō.[3] Analog sind die Gerichtsbezirke der Obergerichte Tokio und Nagoya geteilt.
- In der staatlichen MLIT-Regionalplanung umfasst Chūbu im engeren Sinn nur Aichi, Mie, Gifu, Shizuoka und Teile von Nagano.[4]
- Die „Gouverneurskonferenz des Chūbu-Gebiets“ (Chūbuken chijikai) vereinigt die Gouverneure von Aichi, Mie, Gifu, Shiga, Fukui, Ishikawa, Toyama, Nagano, Shizuoka und den Bürgermeister von Aichis Hauptstadt Nagoya.[5]